# Relais 4 × 100 mètres aux championnats du monde d'athlétisme
Pour un article plus général, voir Championnats du monde d'athlétisme.
Le relais 4 × 100 mètres fait partie des épreuves inscrites au programme des premiers championnats du monde d'athlétisme, en 1983, à Helsinki.
Les États-Unis détiennent le record de titres remportés avec neuf victoires masculines et huit victoires féminines.
Le record des championnats du monde appartient chez les hommes à l'équipe de Jamaïque (Nesta Carter, Michael Frater, Yohan Blake et Usain Bolt) qui établit un nouveau record du monde en 37 s 04 le 4 septembre 2011 lors des Mondiaux de Daegu. Chez les femmes, le record des championnats appartient à l'équipe des Etats-Unis (Tamari Davis, Twanisha Terry, Gabrielle Thomas et Sha'Carri Richardson) dans le temps de 41 s 03, établi le 26 août 2023 en finale des Mondiaux 2023 à Budapest.

#### 2007-2015

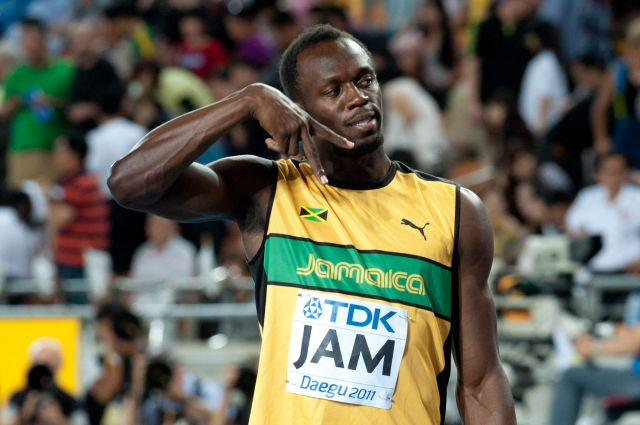
Usain Bolt remporte 4 titres de champion du monde du relais, de 2009 à 2015.

## Éditions
| Années | 83 | 87 | 91 | 93 | 95 | 97 | 99 | 01 | 03 | 05 | 07 | 09 | 11 | 13 | 15 | 17 | 19 | 22 | 23 | Total |
| ------ | -- | -- | -- | -- | -- | -- | -- | -- | -- | -- | -- | -- | -- | -- | -- | -- | -- | -- | -- | ----- |
| Hommes | X  | X  | X  | X  | X  | X  | X  | X  | X  | X  | X  | X  | X  | X  | X  | X  | X  | X  | X  | 19    |
| Femmes | X  | X  | X  | X  | X  | X  | X  | X  | X  | X  | X  | X  | X  | X  | X  | X  | X  | X  | X  | 19    |

## Hommes

### Historique

#### Depuis 2017

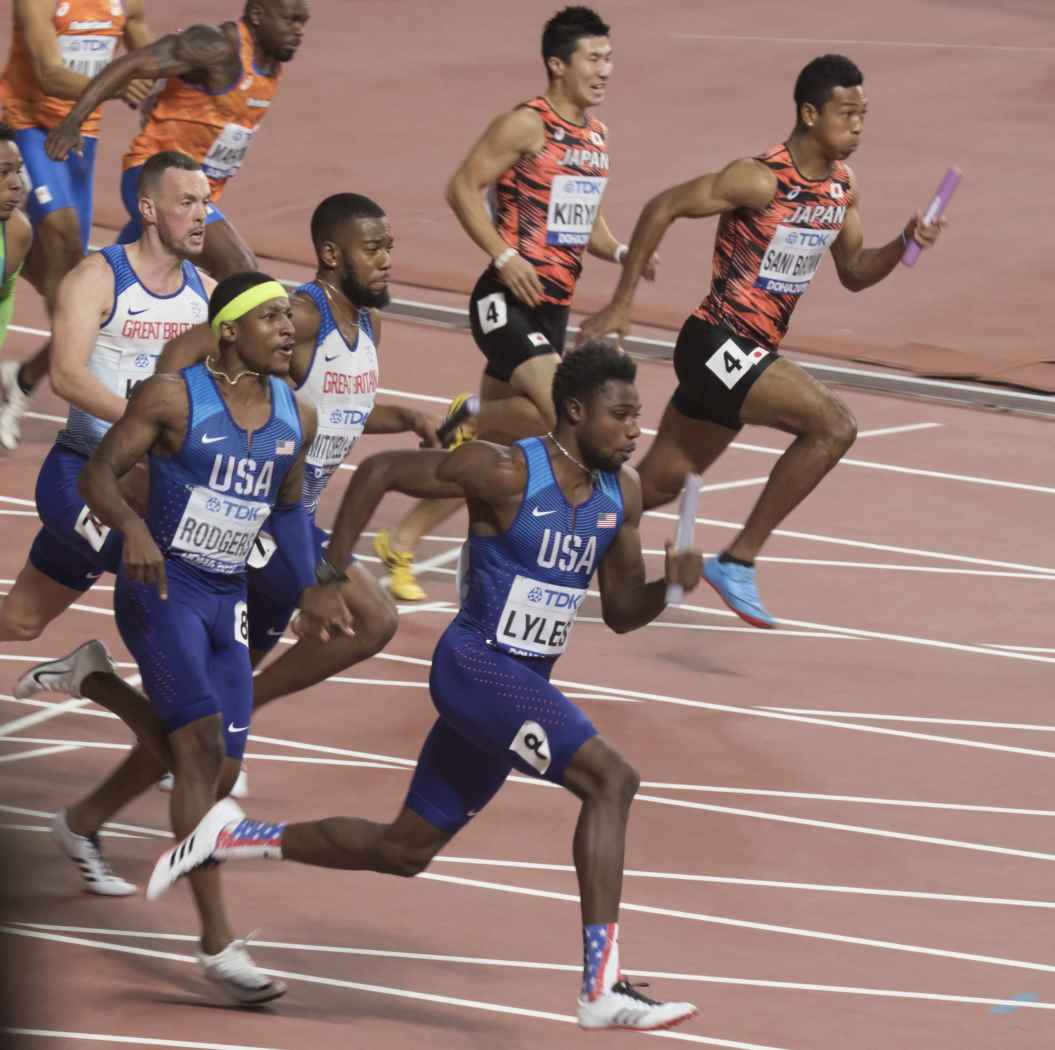
Finale du 4 × 100 mètres à Doha en 2019.

Le relais 4 × 100 mètres des championnats du monde de 2017 à Londres est remporté par l'équipe du Royaume-Uni composée de Chijindu Ujah, Adam Gemili, Danny Talbot et Nethaneel Mitchell-Blake, qui établit à cette occasion un nouveau record d'Europe en 37 s 47. Les États-Unis, composée de Mike Rodgers, Jaylen Bacon, mais surtout de Justin Gatlin et Christian Coleman, respectivement champion du monde et du vice-champion du monde du 100 m quelques jours plus tôt, termine à la deuxième place en 37 s 52 alors que le Japon (Shūhei Tada, Shōta Iizuka, Yoshihide Kiryū et Kenji Fujimitsu) décroche la médaille de bronze en 38 s 04. Pour ce qui constitue la dernière course de sa carrière, Usain Bolt se blesse dans la dernière ligne droite et est contraint à l'abandon, mettant fin à la série de victoires de l'équipe jamaïcaine entamée en 2009 à Berlin.
En finale des Mondiaux 2019 à Doha, les États-Unis décrochent leur premier titre mondial sur 4 × 100 mètres depuis 2007. Amenée par Christian Coleman et Justin Gatlin, champion et vice-champion du monde sur 100 m, de Mike Rodgers et de Noah Lyles, champion du monde sur 200 m, l'équipe américaine s'impose dans le temps de 37 s 10, établissant un nouveau record des États-Unis ainsi que la troisième meilleure performance de tous les temps. Le Royaume-Uni, tenant du titre composé de Adam Gemili, Zharnel Hughes, Richard Kilty et Nethaneel Mitchell-Blake, monte sur la deuxième marche du podium en établissant comme à Londres quatre ans plus tôt un nouveau record d'Europe en 37 s 36. Dans une des courses les plus rapides de tous les temps, le Japon (Shūhei Tada, Kirara Shiraishi, Yoshihide Kiryū et Abdul Hakim Sani Brown) termine à la troisième place en établissant un nouveau record d'Asie en 37 s 43. Le Brésil, qui échoue au pied du podium, bat le record d'Amérique du Sud en 37 s 72. La France fait tomber le témoin lors du premier relais alors que les Pays-bas sont disqualifiés. La Jamaïque est éliminée dès les séries.
Aux championnats du monde 2022 à Eugene, les États-Unis font figure de favori après les six médailles obtenues quelques jours plus tôt dans les épreuves du 100 m et du 200 m. Ils doivent cependant déplorer l'absence du champion du monde du 100 m Fred Kerley, blessé lors du 200 m. En finale, le relais américain composé de Christian Coleman, Noah Lyles, Elijah Hall et Marvin Bracy est battu de 7/100e de seconde par le relais canadien (Aaron Brown, Jerome Blake, Brendon Rodney et Andre De Grasse) qui établit un nouveau record national en 37 s 48. Le Royaume-Uni (Jona Efoloko, Zharnel Hughes, Nethaneel Mitchell-Blake et Reece Prescod) se classe troisième, devant la Jamaïque et le Ghana.
L'année suivante à Budapest, les Etats-Unis parviennent à récupérer le titre planétaire. Après son doublé sur 100 m et 200 m, Noah Lyles se pare d'or pour la troisième fois dans ces championnats avec l'aide de ses coéquipiers Christian Coleman, Fred Kerley et Brandon Carnes, dans le temps de 37 s 38. L'Italie (Roberto Rigali, Marcell Jacobs, Lorenzo Patta et Filippo Tortu), championne olympique en 2021, obtient la médaille d'argent en 37 s 62, tandis que la Jamaïque (Ackeem Blake, Oblique Seville, Ryiem Forde et Rohan Watson) s'empare du bronze en 37 s 76.

### Palmarès
| Édition | Or | Argent | Bronze |
| ------- | --- | --- | --- |
| 1983    | États-Unis Emmit King Willie Gault Calvin Smith Carl Lewis 37 s 86                                                              | Italie Stefano Tilli Carlo Simionato Pierfrancesco Pavoni Pietro Mennea 38 s 37                                                 | Union soviétique Andreï Prokofiev Nikolay Sidorov Vladimir Muravyov Viktor Bryzgin 38 s 41                                    |
| 1987    | États-Unis Lee McRae Lee McNeill Harvey Glance Carl Lewis 37 s 90                                                               | Union soviétique Aleksandr Yevgenyev Viktor Bryzgin Vladimir Muravyov Vladimir Krylov 38 s 02                                   | Jamaïque John Mair Andrew Smith Clive Wright Raymond Stewart 38 s 41                                                          |
| 1991    | États-Unis Andre Cason Leroy Burrell Dennis Mitchell Carl Lewis 37 s 50 (WR)                                                    | France Max Morinière Daniel Sangouma Jean-Charles Trouabal Bruno Marie-Rose 37 s 87                                             | Royaume-Uni Tony Jarrett John Regis Darren Braithwaite Linford Christie 38 s 09                                               |
| 1993    | États-Unis Jon Drummond Andre Cason Dennis Mitchell Leroy Burrell 37 s 48 (CR)                                                  | Royaume-Uni Colin Jackson Tony Jarrett John Regis Linford Christie 37 s 77                                                      | Canada Robert Esmie Glenroy Gilbert Bruny Surin Atlee Mahorn 37 s 83                                                          |
| 1995    | Canada Robert Esmie Glenroy Gilbert Bruny Surin Donovan Bailey 38 s 31                                                          | Australie Paul Henderson Tim Jackson Steve Brimacombe Damien Marsh 38 s 50                                                      | Italie Giovanni Puggioni Ezio Madonia Angelo Cipolloni Sandro Floris 39 s 07                                                  |
| 1997    | Canada Robert Esmie Glenroy Gilbert Bruny Surin Donovan Bailey 37 s 86                                                          | Nigeria Osmond Ezinwa Olapade Adeniken Francis Obikwelu Davidson Ezinwa 38 s 07                                                 | Royaume-Uni Darren Braithwaite Darren Campbell Douglas Walker Julian Golding 38 s 14                                          |
| 1999    | États-Unis Jon Drummond Tim Montgomery Brian Lewis Maurice Greene 37 s 59                                                       | Royaume-Uni Jason Gardener Darren Campbell Marlon Devonish Dwain Chambers 37 s 73                                               | Brésil Raphael de Oliveira Claudinei da Silva Édson Ribeiro André Domingos 38 s 05                                            |
| 2001    | Afrique du Sud Morne Nagel Corne du Plessis Lee-Roy Newton Mathew Quinn 38 s 47                                                 | Trinité-et-Tobago Marc Burns Ato Boldon Jacey Harper Darrel Brown 38 s 58                                                       | Australie Matthew Shirvington Paul Di Bella Steve Brimacombe Adam Basil 38 s 83                                               |
| 2003    | États-Unis John Capel Bernard Williams Darvis Patton Joshua J. Johnson 38 s 06                                                  | Brésil Vicente Lenílson de Lima Édson Ribeiro André Domingos Cláudio Roberto Souza 38 s 26                                      | Pays-Bas Timothy Beck Troy Douglas Patrick van Balkom Caimin Douglas 38 s 87 Participation aux séries : Guus Hoogmoed         |
| 2005    | France Ladji Doucouré Ronald Pognon Eddy De Lépine Lueyi Dovy 38 s 08 Participation aux séries : Oudéré Kankarafou              | Trinité-et-Tobago Kevon Pierre Marc Burns Jacey Harper Darrel Brown 38 s 10                                                     | Royaume-Uni Jason Gardener Marlon Devonish Christian Malcolm Mark Lewis-Francis 38 s 27                                       |
| 2007    | États-Unis Darvis Patton Wallace Spearmon Tyson Gay LeRoy Dixon 37 s 78 Participation aux séries : Rodney Martin                | Jamaïque Marvin Anderson Usain Bolt Nesta Carter Asafa Powell 37 s 89 Participation aux séries : Dwight Thomas Steve Mullings   | Grande-Bretagne Christian Malcolm Craig Pickering Marlon Devonish Mark Lewis-Francis 37 s 90                                  |
| 2009    | Jamaïque Steve Mullings Michael Frater Usain Bolt Asafa Powell 37 s 31 Participation aux séries : Lerone Clarke Dwight Thomas   | Trinité-et-Tobago Darrel Brown Marc Burns Emmanuel Callender Richard Thompson 37 s 62 Participation aux séries : Keston Bledman | Grande-Bretagne Simeon Williamson Tyrone Edgar Marlon Devonish Harry Aikines-Aryeetey 38 s 02                                 |
| 2011    | Jamaïque Nesta Carter Michael Frater Yohan Blake Usain Bolt 37 s 04 Participation aux séries : Dexter Lee                       | France Teddy Tinmar Christophe Lemaitre Yannick Lesourd Jimmy Vicaut 38 s 20                                                    | Saint-Christophe-et-Niévès Jason Rogers Kim Collins Antoine Adams Brijesh Lawrence 38 s 49                                    |
| 2013    | Jamaïque Nesta Carter Kemar Bailey-Cole Nickel Ashmeade Usain Bolt 37 s 36 Participation aux séries : Warren Weir Oshane Bailey | États-Unis Charles Silmon Mike Rodgers Rakieem Salaam Justin Gatlin 37 s 66                                                     | Canada Gavin Smellie Aaron Brown Dontae Richards-Kwok Justyn Warner 37 s 92                                                   |
| 2015    | Jamaïque Nesta Carter Asafa Powell Nickel Ashmeade Usain Bolt 37 s 36 Participation aux séries : Rasheed Dwyer                  | Chine Mo Youxue Xie Zhenye Su Bingtian Zhang Peimeng 38 s 01                                                                    | Canada Aaron Brown Andre De Grasse Brendon Rodney Justyn Warner 38 s 13                                                       |
| 2017    | Grande-Bretagne Chijindu Ujah Adam Gemili Danny Talbot Nethaneel Mitchell-Blake 37 s 47                                         | États-Unis Mike Rodgers Justin Gatlin Jaylen Bacon Christian Coleman 37 s 52 Participation aux séries : BeeJay Lee              | Japon Shūhei Tada Shōta Iizuka Yoshihide Kiryū Kenji Fujimitsu 38 s 04 Participation aux séries : Asuka Cambridge             |
| 2019    | États-Unis Christian Coleman Justin Gatlin Mike Rodgers Noah Lyles 37 s 10 Participation aux séries : Cravon Gillespie          | Grande-Bretagne Adam Gemili Zharnel Hughes Richard Kilty Nethaneel Mitchell-Blake 37 s 36                                       | Japon Shūhei Tada Kirara Shiraishi Yoshihide Kiryū Abdul Hakim Sani Brown 37 s 43 Participation aux séries : Yūki Koike       |
| 2022    | Canada Aaron Brown Jerome Blake Brendon Rodney Andre De Grasse 37 s 48                                                          | États-Unis Christian Coleman Noah Lyles Elijah Hall Marvin Bracy 37 s 55                                                        | Royaume-Uni Jona Efoloko Zharnel Hughes Nethaneel Mitchell-Blake Reece Prescod 37 s 83 Participation aux séries : Adam Gemili |
| 2023    | États-Unis Christian Coleman Fred Kerley Brandon Carnes Noah Lyles 37 s 38 Participation aux séries : J.T. Smith                | Italie Roberto Rigali Marcell Jacobs Lorenzo Patta Filippo Tortu 37 s 62                                                        | Jamaïque Ackeem Blake Oblique Seville Ryiem Forde Rohan Watson 37 s 76                                                        |

### Records des championnats
| Temps   | Pays               | Athlètes                              | Lieu      | Date               | Record |
| ------- | ------------------ | ------------------------------------- | --------- | ------------------ | ------ |
| 39 s 22 | Allemagne de l'Est | Knebel, Schröder, Hubler, Emmelmann   | Helsinki  | 9 août 1983        |        |
| 38 s 75 | États-Unis         | King, Gault, Smith, Lewis             | Helsinki  | 9 août 1983        |        |
| 38 s 62 | Union soviétique   | Prokofiev, Sidorov, Muravyov, Bryzhin | Helsinki  | 10 août 1983       |        |
| 38 s 50 | États-Unis         | King, Gault, Smith, Lewis             | Helsinki  | 10 août 1983       |        |
| 37 s 86 | États-Unis         | King, Gault, Smith, Lewis             | Helsinki  | 10 août 1983       | WR     |
| 37 s 75 | États-Unis         | Cason, Burrell, Mitchell, Marsh       | Tokyo     | 31 août 1991       |        |
| 37 s 50 | États-Unis         | Cason, Burrell, Mitchell, Lewis       | Tokyo     | 1er septembre 1991 | WR     |
| 37 s 40 | États-Unis         | Drummond, Cason, Mitchell, Burrell    | Stuttgart | 21 août 1993       | WR     |
| 37 s 31 | Jamaïque           | Bolt, Frater, Mullings, Powell        | Berlin    | 22 août 2009       |        |
| 37 s 04 | Jamaïque           | Carter, Frater, Blake, Bolt           | Daegu     | 4 septembre 2011   | WR     |

## Femmes

### Historique

#### Depuis 2017

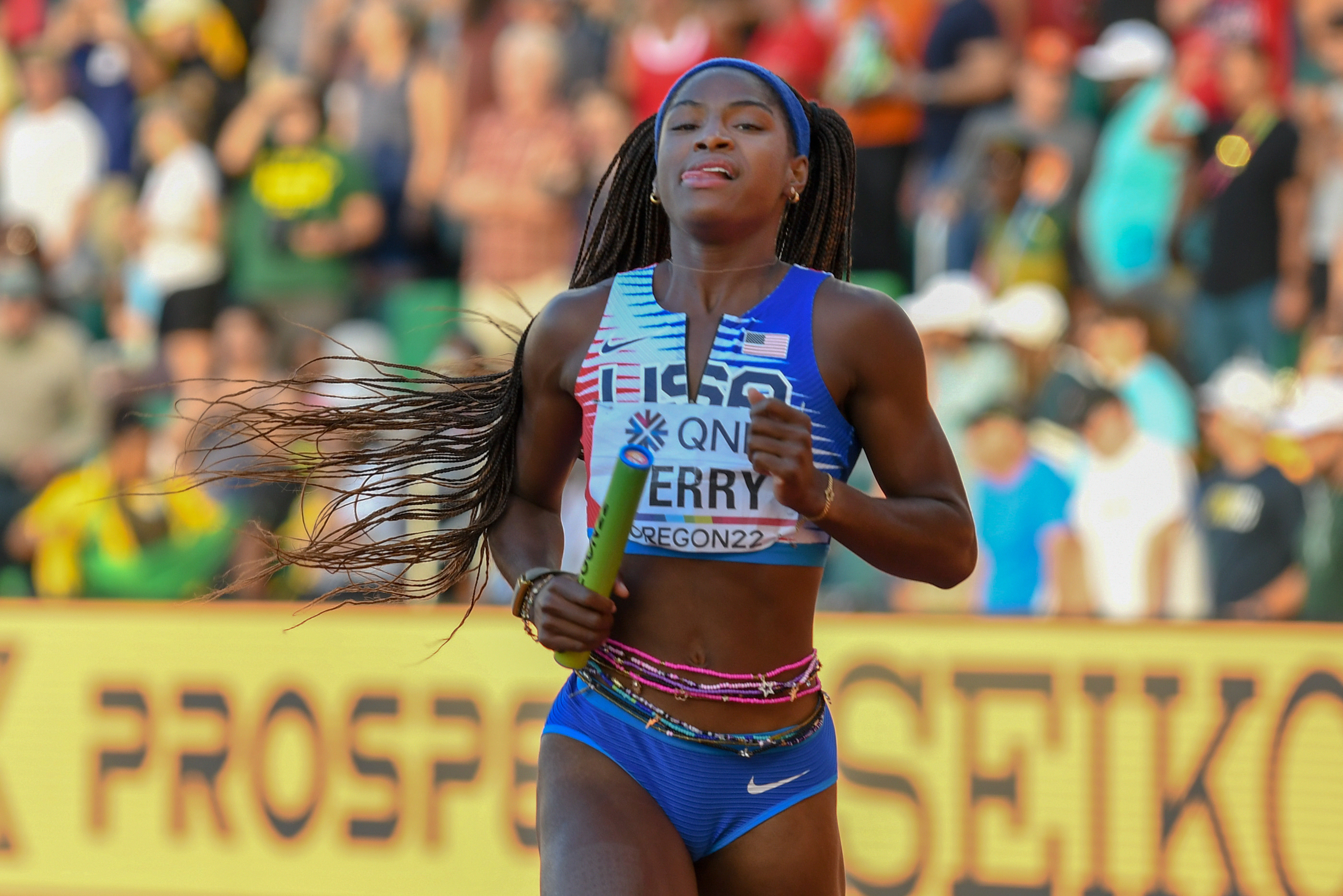
Twanisha Terry, dernière relayeuse des États-Unis lors des championnats du monde 2022.

Lors des championnats du monde 2022 à Eugene, l'équipe jamaïcaine, pourtant composée notamment de ses trois médaillées sur 100 m (Fraser-Pryce, Jackson et Thompson-Herah) est battue. Le relais américain, composé de Melissa Jefferson, Abby Steiner, Jenna Prandini et Twanisha Terry, s'impose en finale et établit la meilleure performance mondiale de l'année en 41 s 14, devançant de 4/100e de seconde les Jamaïcaines (41 s 18) et de près d'une seconde le relais allemand (42 s 03). L'équipe du Nigeria, quatrième, établit un nouveau record d'Afrique en 42 s 22.
L'année suivante à Budapest, les Etats-Unis conservent leur titre en signant un nouveau record des Mondiaux et la troisième performance de l'histoire en 41 s 03. Composée de Tamari Davis, Twanisha Terry et Gabrielle Thomas, l'équipe américaine a pu compter sur la dernière ligne droite de la championne du monde du 100 m, Sha'Carri Richardson, qui a su résister à la championne du monde du 200 m, la Jamaïcaine Shericka Jackson. L'équipe de cette dernière prend ainsi la deuxième place en 41 s 21 (Fraser-Pryce empochant sa septième médaille planétaire dans cette épreuve), la troisième place revenant au Royaume-Uni en 41 s 98.

### Palmarès
| Édition | Or | Argent | Bronze |
| ------- | --- | --- | --- |
| 1983    | Allemagne de l'Est Silke Gladisch-Möller Marita Koch Ingrid Auerswald Marlies Göhr 41 s 76                                                                       | Royaume-Uni Joan Baptiste Kathy Cook Beverley Goddard-Callender Shirley Thomas 42 s 71                                                                                  | Jamaïque Leleith Hodges Jacqueline Pusey Juliet Cuthbert Merlene Ottey 42 s 73                                                         |
| 1987    | États-Unis Alice Brown Diane Williams Florence Griffith-Joyner Pam Marshall 41 s 58 (CR)                                                                         | Allemagne de l'Est Silke Gladisch-Möller Cornelia Oschkenat Kerstin Behrendt Marlies Göhr 41 s 95                                                                       | Union soviétique Irina Slyusar Natalya Voronova Natalya German Olga Antonova 42 s 33                                                   |
| 1991    | Jamaïque Dahlia Duhaney Juliet Cuthbert Beverly McDonald Merlene Ottey 41 s 94                                                                                   | Union soviétique Natalya Kovtun Galina Malchugina Yelena Vinogradova Irina Privalova 42 s 20                                                                            | Allemagne Grit Breuer Katrin Krabbe Sabine Richter Heike Drechsler 42 s 33                                                             |
| 1993    | Russie Olga Bogoslovskaya Galina Malchugina Natalya Voronova Irina Privalova 41 s 49 (CR)                                                                        | États-Unis Michelle Finn Gwen Torrence Wendy Vereen Gail Devers 41 s 49 (CR)                                                                                            | Jamaïque Michelle Freeman Juliet Campbell Nicole Mitchell Merlene Ottey 41 s 94                                                        |
| 1995    | États-Unis Celena Mondie-Milner Carlette Guidry-White Chryste Gaines Gwen Torrence 42 s 12                                                                       | Jamaïque Dahlia Duhaney Juliet Cuthbert Beverly McDonald Merlene Ottey 42 s 25                                                                                          | Allemagne Melanie Paschke Silke Lichtenhagen Silke-Beate Knoll Gabriele Becker 43 s 01                                                 |
| 1997    | États-Unis Chryste Gaines Marion Jones Inger Miller Gail Devers 41 s 47 (CR)                                                                                     | Jamaïque Beverly McDonald Merlene Frazer Juliet Cuthbert Beverly Grant 42 s 10                                                                                          | France Patricia Girard-Léno Christine Arron Delphine Combe Sylviane Félix 42 s 21                                                      |
| 1999    | Bahamas Sevatheda Fynes Chandra Sturrup Pauline Davis-Thompson Debbie Ferguson 41 s 92                                                                           | France Patricia Girard-Léno Muriel Hurtis Katia Benth Christine Arron 42 s 06                                                                                           | Jamaïque Aleen Bailey Merlene Frazer Beverly McDonald Peta-Gaye Dowdie 42 s 15                                                         |
| 2001    | Allemagne Melanie Paschke Gabi Rockmeier Birgit Rockmeier Marion Wagner 42 s 32                                                                                  | France Sylviane Félix Frédérique Bangué Muriel Hurtis Odiah Sidibé 42 s 39                                                                                              | Jamaïque Juliet Campbell Merlene Frazer Beverly McDonald Astia Walker 42 s 40                                                          |
| 2003    | France Patricia Girard-Léno Muriel Hurtis Sylviane Félix Christine Arron 41 s 78                                                                                 | États-Unis Angela Williams Chryste Gaines Inger Miller Torri Edwards 41 s 83                                                                                            | Russie Olga Fyodorova Yuliya Tabakova Marina Kislova Larisa Kruglova 42 s 66                                                           |
| 2005    | États-Unis Angela Daigle Muna Lee Me'Lisa Barber Lauryn Williams 41 s 78                                                                                         | Jamaïque Danielle Browning Sherone Simpson Aleen Bailey Veronica Campbell 41 s 99                                                                                       | Biélorussie Yulia Nesterenko Natalia Sologub Alena Neumiarzhitskaya Oksana Dragun 42 s 56                                              |
| 2007    | États-Unis Lauryn Williams Allyson Felix Mikele Barber Torri Edwards 41 s 98 Participation aux séries : Carmelita Jeter Mechelle Lewis                           | Jamaïque Sheri-Ann Brooks Kerron Stewart Simone Facey Veronica Campbell 42 s 01                                                                                         | Belgique Olivia Borlée Hanna Mariën Élodie Ouédraogo Kim Gevaert 42 s 75                                                               |
| 2009    | Jamaïque Simone Facey Shelly-Ann Fraser Aleen Bailey Kerron Stewart 42 s 06                                                                                      | Bahamas Sheniqua Ferguson Chandra Sturrup Christine Amertil Debbie Ferguson-McKenzie 42 s 29                                                                            | Allemagne Marion Wagner Anne Möllinger Cathleen Tschirch Verena Sailer 42 s 87                                                         |
| 2011    | États-Unis Bianca Knight Allyson Felix Marshevet Myers Carmelita Jeter 41 s 56 Participation aux séries : Shalonda Solomon Alexandria Anderson                   | Jamaïque Shelly-Ann Fraser-Pryce Kerron Stewart Sherone Simpson Veronica Campbell-Brown 41 s 70 Participation aux séries : Jura Levy                                    | Ukraine Olesya Povh Nataliya Pohrebnyak Mariya Ryemyen Hrystyna Stuy 42 s 51                                                           |
| 2013    | Jamaïque Carrie Russell Kerron Stewart Schillonie Calvert Shelly-Ann Fraser-Pryce 41 s 29 (CR) Participation aux séries : Sheri-Ann Brooks                       | États-Unis Jeneba Tarmoh Alexandria Anderson English Gardner Octavious Freeman 42 s 75                                                                                  | Royaume-Uni Dina Asher-Smith Ashleigh Nelson Annabelle Lewis Hayley Jones 42 s 87                                                      |
| 2015    | Jamaïque Veronica Campbell-Brown Natasha Morrison Elaine Thompson Shelly-Ann Fraser-Pryce 41 s 07 (CR) Participation aux séries : Sherone Simpson Kerron Stewart | États-Unis English Gardner Allyson Felix Jenna Prandini Jasmine Todd 41 s 68                                                                                            | Trinité-et-Tobago Kelly-Ann Baptiste Michelle-Lee Ahye Reyare Thomas Semoy Hackett 42 s 03 Participation aux séries : Khalifa St. Fort |
| 2017    | États-Unis Aaliyah Brown Allyson Felix Morolake Akinosun Tori Bowie 41 s 82 Participation aux séries : Ariana Washington                                         | Royaume-Uni Asha Philip Desiree Henry Dina Asher-Smith Daryll Neita 42 s 12                                                                                             | Jamaïque Jura Levy Natasha Morrison Simone Facey Sashalee Forbes 42 s 19 Participation aux séries : Christania Williams                |
| 2019    | Jamaïque Natalliah Whyte Shelly-Ann Fraser-Pryce Jonielle Smith Shericka Jackson 41 s 44 Participation aux séries : Natasha Morrison                             | Royaume-Uni Asha Philip Dina Asher-Smith Ashleigh Nelson Daryll Neita 41 s 85                                                                                           | États-Unis Aaliyah Brown Teahna Daniels Morolake Akinosun Kiara Parker 42 s 10                                                         |
| 2022    | États-Unis Melissa Jefferson Abby Steiner Jenna Prandini Twanisha Terry 41 s 14 Participation aux séries : Aleia Hobbs                                           | Jamaïque Kemba Nelson Elaine Thompson-Herah Shelly-Ann Fraser-Pryce Shericka Jackson 41 s 18 Participation aux séries : Briana Williams Natalliah Whyte Remona Burchell | Allemagne Tatjana Pinto Alexandra Burghardt Gina Lückenkemper Rebekka Haase 42 s 03                                                    |
| 2023    | États-Unis Tamari Davis Twanisha Terry Gabrielle Thomas Sha'Carri Richardson 41 s 03 (CR) Participation aux séries : Tamara Clark Melissa Jefferson              | Jamaïque Natasha Morrison Shelly-Ann Fraser-Pryce Shashalee Forbes Shericka Jackson 41 s 21 Participation aux séries : Briana Williams Elaine Thompson-Herah            | Royaume-Uni Asha Philip Imani-Lara Lansiquot Bianca Williams Daryll Neita 41 s 98 Participation aux séries : Annie Tagoe               |

### Records des championnats
| Temps   | Pays               | Athlètes                                             | Lieu      | Date             | Record |
| ------- | ------------------ | ---------------------------------------------------- | --------- | ---------------- | ------ |
| 43 s 06 | Royaume-Uni        | Baptiste, Smallwood-Cook, Callender, Thomas          | Helsinki  | 10 août 1983     |        |
| 42 s 59 | Allemagne de l'Est | Gladisch-Möller, Koch, Auerswald-Lange, Oelsner-Göhr | Helsinki  | 10 août 1983     |        |
| 41 s 76 | Allemagne de l'Est | Gladisch-Möller, Koch, Auerswald-Lange, Oelsner-Göhr | Helsinki  | 10 août 1983     |        |
| 41 s 58 | États-Unis         | Brown, Williams, Griffith-Joyner, Marshall           | Rome      | 6 septembre 1987 |        |
| 41 s 49 | Russie             | Bogoslovskaya, Malchugina, Voronova, Privalova       | Stuttgart | 22 août 1993     |        |
| 41 s 49 | États-Unis         | Finn, Torrence, Vereen, Devers                       | Stuttgart | 22 août 1993     |        |
| 41 s 47 | États-Unis         | Gaines, Jones, Miller, Devers                        | Athènes   | 9 août 1997      |        |
| 41 s 29 | Jamaïque           | Russell, Stewart, Calvert, Fraser-Pryce              | Moscou    | 18 août 2013     |        |
| 41 s 07 | Jamaïque           | Campbell-Brown, Morrison, Thompson, Fraser-Pryce     | Pékin     | 29 août 2015     |        |
| 41 s 03 | États-Unis         | Davis, Terry, Thomas, Richardson                     | Budapest  | 26 août 2023     |        |

## Tableau des médailles

### Hommes
| Rang            | Nation          | Or | Argent | Bronze | Total |
| --------------- | --------------- | -- | ------ | ------ | ----- |
| 1               | États-Unis      | 9  | 2      | 0      | 11    |
| 2               | Jamaïque        | 4  | 1      | 2      | 7     |
| 3               | Canada          | 2  | 0      | 3      | 5     |
| 4               | Royaume-Uni     | 1  | 3      | 5      | 9     |
| 5               | France          | 1  | 2      | 0      | 3     |
| Total 5 nations | Total 5 nations | 17 | 8      | 10     | 35    |

### Femmes
| Rang            | Nation          | Or | Argent | Bronze | Total |
| --------------- | --------------- | -- | ------ | ------ | ----- |
| 1               | États-Unis      | 8  | 4      | 1      | 13    |
| 2               | Jamaïque        | 5  | 6      | 5      | 16    |
| 3               | France          | 1  | 2      | 1      | 4     |
| 4               | Russie (URSS)   | 1  | 1      | 1      | 3     |
| 5               | Bahamas         | 1  | 1      | 0      | 2     |
| Total 5 nations | Total 5 nations | 16 | 14     | 8      | 38    |